# Пиплз, Обри
О́бри Пиплз (англ. Aubrey Peeples; род. 27 ноября 1993, Лэйк-Мэри, Флорида) — американская актриса и певица.

## Жизнь и карьера
Родилась и выросла во Флориде и с детских лет выступала в театре Орландо. В 2012 году она окончила школу в Лэйк-Мэри и два раза поступала в Гарвардский университет, однако откладывала обучение из-за съемок. На телевидении, Пиплз появилась в сериалах «До смерти красива», «Ангелы Чарли», «Чёрная метка», «Остин и Элли», «Необходимая жестокость» и «Анатомия страсти». Она также снялась в телефильмах «Эйс Вентура-младший», «Хорошая мать» и «Акулий торнадо».
В 2013 году, Пиплз получила роль Лейлы Грант, восходящей звезды, во втором сезоне сериала ABC «Нэшвилл». Одновременно с этим она сыграла роль дочери персонажа Николаса Кейджа в фильме 2014 года «Токарев». Позже она получила главную роль в музыкальном фильме «Джем и Голограммы».

## Фильмография
| Год        | Название на русском                 | Название на английском               | Роль                 | Примечания                                    |
| ---------- | ----------------------------------- | ------------------------------------ | -------------------- | --------------------------------------------- |
| 2009       | Эйс Вентура младший                 | Ace Ventura, Jr.: Pet Detective      | Даниэлла             | Телефильм                                     |
| 2010       | До смерти красива                   | Drop Dead Diva                       | Мэдисон Томас        | Эпизод: «Bad Girls»                           |
| 2011       | Ангелы Чарли                        | Charlie’s Angels                     | Сара Дэниелс         | Эпизод: «Angel with a Broken Wing»            |
| 2011       | Чёрная метка                        | Burn Notice                          | Софи Ресник          | Эпизод: «Necessary Evil»                      |
| 2012       | Остин и Элли                        | Austin & Ally                        | Кэссиди              | Эпизод: «Diners & Daters»                     |
| 2011-2012  | Необходимая жестокость              | Necessary Roughness                  | Винтер               | 3 эпизода                                     |
| 2013       | Анатомия страсти                    | Grey’s Anatomy                       | Подруга              | Эпизод: «The End Is the Beginning Is the End» |
| 2013       | Хорошая мать                        | The Good Mother                      | Kate                 | Телефильм                                     |
| 2013       | Акулий торнадо                      | Sharknado                            | Клаудия Шепард       | Телефильм                                     |
| 2013 —2016 | Нэшвилл                             | Nashville                            | Лейла Грант          | Регулярная роль, 56 эпизодов                  |
| 2014       | Несчастные                          | Star-Crossed                         | Rochelle             | Эпизод: «Pilot»                               |
| 2014       | Гнев                                | Tokarev                              | Кейтлин Магуайр      |                                               |
| 2014       | Разговор: Анна Франк встречает Бога | A Conversation: Anne Frank Meets God | Анна Франк           |                                               |
| 2015       | Джем и Голограммы                   | Jem and the Holograms                | Джерика Бентон /Джем | Главная роль                                  |
| 2016       | Путь к выздоровлению                | Recovery Road                        | Харпер               | Эпизоды: «Surrender», «The Weaklings»         |